# Fredrik Hård af Segerstad
Fredrik Carl Gunnar Hård af Segerstad, född 12 oktober 1903 i Jönköpings Sofia församling i Jönköpings län, död 20 september 1984 i Lidingö församling i Stockholms län, var en svensk militär.

## Biografi
Hård af Segerstad avlade studentexamen i Jönköping 1921. Han avlade officersexamen vid Krigsskolan 1924 och utnämndes samma år till fänrik vid Smålands artilleriregemente, där han befordrades till underlöjtnant 1926 och löjtnant 1928. Han gick Allmänna artillerikursen vid Artilleri- och ingenjörhögskolan (AIHS) 1926–1928 och Högre artillerikursen där 1932–1934. Han idkade även studier vid Tekniska högskolan i Stockholm 1933–1934. Han var kontrollofficer 1935–1939, först vid Tygdepartementet i Arméförvaltningen och sedan vid Bofors, och befordrades till kapten i Fälttygkåren 1937. ”Då Fredrik Hård af Segerstad som chef för arméns kontroll vid AB Bofors fick ansvar för att funktionssäker materiel levererades till försvaret var han en välutbildad teknisk officer. Han hade vid AIHS bl a studerat ballistik, hållfasthetslära och konstruktion av artillerimateriel och vid Kungl. Tekniska högskolan hade han studerat järnets bearbetning och behandling, metallografi och mekanisk teknologi. Han hade även fått praktisk utbildning vid industriföretag. AB Bofors genomgick under åren närmast före andra världskriget en våldsam expansion och bolaget svarade ensamt för ca 8 % av världsexporten av krigsmateriel. Även vid den kraftigt ökade produktionen var det nödvändigt att bolagets kvalitetskontroll icke eftersattes. Hård af Segerstads noggranna och välplanerade övervakning och det förtroende han förvärvat inom företaget bidrog väsentligt till att kraven på en effektiv kvalitetskontroll upprätthölls. Under hans tid vid företaget tillverkades icke blott materiel för det svenska försvaret utan även ca 400 pjäser med ammunition avsedda för utländska kunder, vilken materiel med stöd av allmänna förfogandelagen beslagtogs vid krigsutbrottet. All denna materiel visade sig under användning vid trupp vara tillförlitlig och funktionssäker.”
Åren 1939–1945 var Hård af Segerstad lärare i krut- och konstruktionslära med mera vid AIHS, från 1942 som 1. lärare. Han befordrades till major 1942 och till överstelöjtnant i Generalstabskåren 1945, varpå han placerades vid Artilleriavdelningen i Artilleriinspektionen i Arméstaben samt tjänstgjorde vid Artilleriskjutskolan 1945–1948 och vid Wendes artilleriregemente 1949–1950. Han befordrades till överste 1951, varefter han var chef för Bodens artilleriregemente 1951–1955 och chef för Bergslagens artilleriregemente 1955–1959. År 1959 befordrades Hård af Segerstad till överste av första graden i Fälttygkåren, varefter han var fälttygmästare i Armétygförvaltningen 1959–1964. ”Som fälttygmästare verkade han bl a för en modernisering och datorisering av arméns förrådsbokföring, ekonomirutiner och långsiktiga planer för materielanskaffningen.” År 1964 inträdde han i reserven, varpå han 1964–1971 var utredningssekreterare i Kungliga Ingenjörsvetenskapsakademiens kommission för oförstörande prov.
Fredrik Hård af Segerstad invaldes 1960 som ledamot av Kungliga Krigsvetenskapsakademien.
Fredrik Hård af Segerstad var son till major Fredrik Hård af Segerstad och Ingrid Wallin. Han gifte sig 1930 med Eva Molander (1907–2001), dotter till kamrer Helge Molander och Elin Nyqvist. De fick barnen Lilian (född 1931), Birgitta (född 1933) och Fredrik (född 1942). Fredrik Hård af Segerstad var bror till Bertil Hård af Segerstad. Fredrik Hård af Segerstad är begravd på Lidingö kyrkogård.

## Utmärkelser
- Riddare av första klass av Svärdsorden, 1943.[16]
- Riddare av Vasaorden, 1946.[17]
- Kommendör av Svärdsorden, 6 juni 1955.[18]
- Kommendör av första klass av Svärdsorden, 6 juni 1959.[19]